# Jenifer
Jenifer Yaël Dadouche Bartoli, kendt ved sit kunsternavn Jenifer, født den
15. november 1982 i Nice, er en fransk sanger og skuespiller.

## Musikkarriere
Jenifers karriere som sanger begyndte for alvor efter, at hun i 2002 vandt
det franske Star Academy.

## Udgivelser

### Albums
| År   | Album                 | Antal solgte | Certifikat               |
| ---- | --------------------- | ------------ | ------------------------ |
| 2002 | Jenifer               | 1.000.000 ,  | Dobbelt Platincertifikat |
| 2004 | Le Passage            | 600.000 ,    | Platincertifikat         |
| 2005 | Jenifer fait son live | 100.000 ,    | Guldcertifikat           |
| 2007 | Lunatique             | 300.000 ,    | Platincertifikat         |
| 2010 | Appelle moi Jen       | 90.000       | Guldcertifikat           |
| 2012 | L'Amour et moi        | 85.000       | Guldcertifikat           |

### Singler
| År   | Single                   | Certifikat     | Album           |
| ---- | ------------------------ | -------------- | --------------- |
| 2002 | J'attends l'amour        | Guldcertifikat | Jenifer         |
| 2002 | Au soleil                | Guldcertifikat | Jenifer         |
| 2002 | Des mots qui résonnent ! | Guldcertifikat | Jenifer         |
| 2003 | Donne-moi le temps       | Sølvcertifikat | Jenifer         |
| 2004 | Ma révolution            | Sølvcertifikat | Le passage      |
| 2004 | Le souvenir de ce jour   | Sølvcertifikat | Le passage      |
| 2005 | C'est de l'or            | —              | Le passage      |
| 2005 | Serre-moi                | —              | Le passage      |
| 2007 | Tourner ma page          | Sølvcertifikat | Lunatique       |
| 2008 | Comme un hic             | —              | Lunatique       |
| 2008 | Si c'est une île         | —              | Lunatique       |
| 2010 | Je danse                 | —              | Appelle moi Jen |
| 2011 | L'envers du paradis      | —              | Appelle moi Jen |
| 2012 | Sur le fil               |                | L'Amour & Moi   |
| 2012 | L'Amour et moi           | —              | L'Amour & Moi   |
| 2012 | Les Jours électriques    | —              | L'Amour & Moi   |

## Turneer
| År          | Navn                 | Antal koncerter | Album promoveret |
| ----------- | -------------------- | --------------- | ---------------- |
| 2002 - 2003 | Tournée Jenifer      | 87              | Jenifer          |
| 2004 - 2005 | Tournée Le Passage   | 73              | Le Passage       |
| 2008 - 2009 | Lunatique Tour       | 90              | Lunatique        |
| 2011 - 2012 | Appelle Moi Jen Tour | 49 (I gang)     | Appelle moi Jen  |

## Priser
Siden hun fik prisen som Årets frankofone håb ved NRJ Music Awards i 2003, har hun modtaget prisen som Årets kvindelige frankofone kunstner seks gange: 2004 – 2006, 2008 – 2009 og 2011. I 2005 modtog hun endvidere prisen for Årets frankofone album med albummet: Le passage